# Индустријска зона Артиђанале I (Болцано)
Индустријска зона Артиђанале I је насеље у Италији у округу Болцано, региону Трентино-Јужни Тирол.
Према процени из 2011. у насељу је живело 41 становника. Насеље се налази на надморској висини од 224 м.